# Тварини Херсонської області, занесені до Червоної книги України
Список тварин Херсонської області, занесених до Червоної книги України.

## Статистика
До списку входить 88 видів тварин, з них:
- Кільчастих червів — 2;
- Членистоногих — 47;
- Хордових — 39.

Серед них за природоохоронним статусом: 
- Вразливих — 45;
- Рідкісних — 24;
- Недостатньо відомих  — 1;
- Неоцінених — 6;
- Зникаючих — 12;
- Зниклих у природі — 0;
- Зниклих — 0.

## Список видів
| № п/п | Українська назва виду                               | Латинська назва виду         | Природоохоронний статус | Тип               |
| ----- | --------------------------------------------------- | ---------------------------- | ----------------------- | ----------------- |
| 1     | Аврора біла                                         | Euchloe ausonia              | Вразливий               | Членистоногі      |
| 2     | Аксонолайм замковий                                 | Axonolaimus sera             | Вразливий               | Круглі черви      |
| 3     | Андрена золотонога                                  | Andrena chrysopus            | Рідкісний               | Членистоногі      |
| 4     | Аноплій самарський                                  | Anoplius samariensis         | Рідкісний               | Членистоногі      |
| 5     | Антофора коренаста                                  | Anthophora robusta           | Рідкісний               | Членистоногі      |
| 6     | Арге Беккера                                        | Arge beckeri                 | Рідкісний               | Членистоногі      |
| 7     | Археобдела каспійська                               | Archaeobdella esmonti        | Вразливий               | Кільчасті черви   |
| 8     | Архірилея чорна                                     | Archirilleya inopinata       | Рідкісний               | Членистоногі      |
| 9     | Афаліна                                             | Tursiops truncatus           | Рідкісний               | Хордові           |
| 10    | Бабка перев'язана                                   | Sympetrum pedemontanum       | Вразливий               | Членистоногі      |
| 11    | Баклан малий                                        | Phalacrocorax pygmeus        | Зникаючий               | Хордові           |
| 12    | Балабан                                             | Falco cherrug                | Вразливий               | Хордові           |
| 13    | Бистрянка російська                                 | Alburnoides rossicus         | Зникаючий               | Хордові           |
| 14    | Бичок-каспіосома каспійський                        | Caspiosoma caspium           | Рідкісний               | Хордові           |
| 15    | Бичок-пуголовочок Браунера                          | Benthophiloides brauneri     | Рідкісний               | Хордові           |
| 16    | Білозубка велика                                    | Crocidura leucodon           | Недостатньо відомий     | Хордові           |
| 17    | Білуга звичайна                                     | Huso huso                    | Зникаючий               | Хордові           |
| 18    | Боліварія короткокрила                              | Bolivaria brachyptera        | Вразливий               | Членистоногі      |
| 19    | Бражник дубовий                                     | Marumba quercus              | Рідкісний               | Членистоногі      |
| 20    | Бражник мертва голова                               | Acherontia atropos           | Рідкісний               | Членистоногі      |
| 21    | Бражник прозерпіна                                  | Proserpinus proserpina       | Рідкісний               | Членистоногі      |
| 22    | Бражник скабіозовий                                 | Hemaris tityus               | Рідкісний               | Членистоногі      |
| 23    | Бранхінекта східна                                  | Branchinecta orientalis      | Зникаючий               | Членистоногі      |
| 24    | Бранхінектела середня                               | Branchinectella media        | Вразливий               | Членистоногі      |
| 25    | Бранхінела колюча                                   | Branchinella spinosa         | Вразливий               | Членистоногі      |
| 26    | Брахіцерус зморшкуватий                             | Brachycerus sinuatus         | Недостатньо відомий     | Членистоногі      |
| 27    | Ведмедиця-господиня                                 | Callimorpha dominula         | Вразливий               | Членистоногі      |
| 28    | Велетенський мурашиний лев західний                 | Acanthaclisis occitanica     | Зникаючий               | Членистоногі      |
| 29    | Вечірниця велетенська                               | Nyctalus lasiopterus         | Зникаючий               | Хордові           |
| 30    | Вечірниця мала                                      | Nyctalus leisleri            | Рідкісний               | Хордові           |
| 31    | Вечірниця руда                                      | Nyctalus noctula             | Вразливий               | Хордові           |
| 32    | Видра річкова                                       | Lutra lutra                  | Неоцінений              | Хордові           |
| 33    | Вирезуб причорноморський                            | Rutilus frisii               | Зникаючий               | Хордові           |
| 34    | Вівсянка чорноголова                                | Emberiza melanocephala       | Рідкісний               | Хордові           |
| 35    | Вусач великий дубовий                               | Cerambyx cerdo               | Вразливий               | Членистоногі      |
| 36    | Вусач земляний хрестоносець (коренеїд хрестоносець) | Dorcadion equestre           | Вразливий               | Членистоногі      |
| 37    | Вусач мускусний                                     | Aromia moschata              | Вразливий               | Членистоногі      |
| 38    | Вухань австрійський                                 | Plecotus austriacus          | Рідкісний               | Хордові           |
| 39    | Гадюка степова                                      | Vipera renardi               | Вразливий               | Хордові           |
| 40    | Гіпаніс левіускула                                  | Hypanis laeviuscula          | Вразливий               | Молюски           |
| 41    | Гмеліна Кузнецова                                   | Gmelina kusnetzowi           | Вразливий               | Членистоногі      |
| 42    | Гмеліна маленька                                    | Gmelina pusilla              | Вразливий               | Членистоногі      |
| 43    | Гоголь                                              | Bucephala clangula           | Рідкісний               | Хордові           |
| 44    | Гоплітіс рудий                                      | Hoplitis fulva               | Рідкісний               | Членистоногі      |
| 45    | Горбань темний                                      | Sciaena umbra                | Рідкісний               | Хордові           |
| 46    | Горностай                                           | Mustela erminea              | Неоцінений              | Хордові           |
| 47    | Гуска мала (гуска білолоба мала)                    | Anser erythropus             | Вразливий               | Хордові           |
| 48    | Дазипода шипоносна (мохнонога бджола шипоносна)     | Dasypoda spinigera           | Рідкісний               | Членистоногі      |
| 49    | Дельфін звичайний (білобочка)                       | Delphinus delphis            | Неоцінений              | Хордові           |
| 50    | Дерихвіст лучний                                    | Glareola pratincola          | Рідкісний               | Хордові           |
| 51    | Джміль вірменський                                  | Bombus armeniacus            | Зникаючий               | Членистоногі      |
| 52    | Джміль глинистий                                    | Bombus argillaceus           | Вразливий               | Членистоногі      |
| 53    | Джміль лезус                                        | Bombus laesus                | Вразливий               | Членистоногі      |
| 54    | Джміль моховий                                      | Bombus muscorum              | Рідкісний               | Членистоногі      |
| 55    | Джміль оперезаний                                   | Bombus zonatus               | Рідкісний               | Членистоногі      |
| 56    | Джміль пахучий                                      | Bombus fragrans              | Зникаючий               | Членистоногі      |
| 57    | Дибка степова                                       | Saga pedo                    | Рідкісний               | Членистоногі      |
| 58    | Дисцелія зональна                                   | Discoelius zonalis           | Рідкісний               | Членистоногі      |
| 59    | Дозорець-імператор                                  | Anax imperator               | Вразливий               | Членистоногі      |
| 60    | Долерус короткокрилий                               | Dolerus subalatus            | Вразливий               | Членистоногі      |
| 61    | Дрохва                                              | Otis tarda                   | Зникаючий               | Хордові           |
| 62    | Евмен трикрапковий                                  | Eumenes tripunctatus         | Вразливий               | Членистоногі      |
| 63    | Емпуза піщана                                       | Empusa pennicornis           | Вразливий               | Членистоногі      |
| 64    | Ємуранчик звичайний                                 | Scirtopoda telum             | Вразливий               | Хордові           |
| 65    | Жабоп'явка алжирська                                | Batracobdella algira         | Вразливий               | Кільчасті черви   |
| 66    | Жайворонок сірий                                    | Calandrella rufescens        | Неоцінений              | Хордові           |
| 67    | Жук-олень, рогач звичайний                          | Lucanus cervus               | Рідкісний               | Членистоногі      |
| 68    | Журавель степовий                                   | Anthropoides virgo           | Зникаючий               | Хордові           |
| 69    | Зегрис Евфема                                       | Zegris eupheme               | Зникаючий               | Членистоногі      |
| 70    | Золотомушка червоночуба                             | Regulus ignicapillus         | Неоцінений              | Хордові           |
| 71    | Ірис плямистий                                      | Iris polystictica            | Рідкісний               | Членистоногі      |
| 72    | Іфігенела Андрусова                                 | Iphigenella andrussowi       | Вразливий               | Членистоногі      |
| 73    | Іфігенела колючконога                               | Iphigenella acanthopoda      | Зникаючий               | Членистоногі      |
| 74    | Іфігенела шаблінська                                | Iphigenella shablensis       | Вразливий               | Членистоногі      |
| 75    | Йорж носар                                          | Gymnocephalus acerinus       | Зникаючий               | Хордові           |
| 76    | Кажан пізній                                        | Eptesicus serotinus          | Вразливий               | Хордові           |
| 77    | Казарка червоновола                                 | Rufibrenta ruficollis        | Вразливий               | Хордові           |
| 78    | Кам'яний краб                                       | Eriphia verrucosa            | Зникаючий               | Членистоногі      |
| 79    | Канюк степовий                                      | Buteo rufinus                | Рідкісний               | Хордові           |
| 80    | Каптурниця блискуча                                 | Cucullia splendida           | Рідкісний               | Членистоногі      |
| 81    | Каптурниця срібляста                                | Cucullia argentina           | Рідкісний               | Членистоногі      |
| 82    | Каптурниця срібна                                   | Cucullia argentea            | Рідкісний               | Членистоногі      |
| 83    | Кольпа Клюге (кампсосколія жовтоволоса)             | Colpa klugii                 | Зникаючий               | Членистоногі      |
| 84    | Кольпоциклоп прісноводний                           | Colpocyclops dulcis          | Вразливий               | Членистоногі      |
| 85    | Кольпоциклоп шипуватий                              | Colpocyclops longispinosus   | Вразливий               | Членистоногі      |
| 86    | Комарівка італійська                                | Bittacus italicus            | Вразливий               | Членистоногі      |
| 87    | Коник-товстун степовий                              | Callimenus multituberculatus | Зникаючий               | Членистоногі      |
| 88    | Коровайка                                           | Plegadis falcinellus         | Вразливий               | Хордові           |
| 89    | Короткопера риба-присосок двоплямиста               | Diplecogaster bimaculatus    | Рідкісний               | Хордові           |
| 90    | Косар                                               | Platalea leucorodia          | Вразливий               | Хордові           |
| 91    | Красотіл пахучий                                    | Calosoma sycophanta          | Вразливий               | Членистоногі      |
| 92    | Красуня діва                                        | Calopteryx virgo             | Вразливий               | Членистоногі      |
| 93    | Крех середній (крех довгоносий)                     | Mergus serrator              | Вразливий               | Хордові           |
| 94    | Криптохіл червонуватий                              | Cryptocheilus rubellus       | Рідкісний               | Членистоногі      |
| 95    | Крячок каспійський                                  | Hydroprogne caspia           | Вразливий               | Хордові           |
| 96    | Крячок малий                                        | Sterna albifrons             | Рідкісний               | Хордові           |
| 97    | Ксанто пореса                                       | Xantho poressa               | Недостатньо відомий     | Членистоногі      |
| 98    | Ксилокопа звичайна (бджола-тесляр звичайна)         | Xylocopa valga               | Рідкісний               | Членистоногі      |
| 99    | Ксилокопа райдужна (бджола-тесляр райдужна)         | Xylocopa iris                | Зникаючий               | Членистоногі      |
| 100   | Ксилокопа фіолетова (бджола-тесляр фіолетова)       | Xylocopa violacea            | Рідкісний               | Членистоногі      |
| 101   | Ктир велетенський                                   | Satanas gigas                | Вразливий               | Членистоногі      |
| 102   | Кулик-довгоніг (ходуличник)                         | Himantopus himantopus        | Вразливий               | Хордові           |
| 103   | Кулик-сорока                                        | Haematopus ostralegus        | Вразливий               | Хордові           |
| 104   | Кульон великий (кроншнеп великий)                   | Numenius arquata             | Зникаючий               | Хордові           |
| 105   | Кульон середній (кроншнеп середній)                 | Numenius phaeopus            | Зникаючий               | Хордові           |
| 106   | Кульон тонкодзьобий (кроншнеп тонкодзьобий)         | Numenius tenuirostris        | Зникаючий               | Хордові           |
| 107   | Кутора мала                                         | Neomys anomalus              | Рідкісний               | Хордові           |
| 108   | Лаврак європейський                                 | Dicentrarchus labrax         | Неоцінений              | Хордові           |
| 109   | Левкомігус білосніжний                              | Leucomigus candidatus        | Рідкісний               | Членистоногі      |
| 110   | Лежень                                              | Burhinus oedicnemus          | Неоцінений              | Хордові           |
| 111   | Лилик двоколірний                                   | Vespertilio murinus          | Вразливий               | Хордові           |
| 112   | Ліксус катрановий                                   | Lixus canescens              | Рідкісний               | Членистоногі      |
| 113   | Ліометопум звичайний                                | Liometopum microcephalum     | Рідкісний               | Членистоногі      |
| 114   | Лосось чорноморський                                | Salmo labrax                 | Зникаючий               | Хордові           |
| 115   | Лунь лучний                                         | Circus pygargus              | Вразливий               | Хордові           |
| 116   | Лунь польовий                                       | Circus cyaneus               | Рідкісний               | Хордові           |
| 117   | Лунь степовий                                       | Circus macrourus             | Зникаючий               | Хордові           |
| 118   | Лярра анафемська                                    | Larra anathema               | Неоцінений              | Членистоногі      |
| 119   | Марена дніпровська                                  | Barbus borysthenicus         | Зникаючий               | Хордові           |
| 120   | Мартин каспійський (реготун чорноголовий)           | Larus ichthyaetus            | Зникаючий               | Хордові           |
| 121   | Махаон                                              | Papilio machaon              | Вразливий               | Членистоногі      |
| 122   | Мегариса рогохвостова                               | Megarhyssa superba           | Рідкісний               | Членистоногі      |
| 123   | Мелітурга булавовуса                                | Melitturga clavicornis       | Вразливий               | Членистоногі      |
| 124   | Меризія азовська                                    | Moerisia maeotica            | Зникаючий               | Кишковопорожнинні |
| 125   | Мишівка степова                                     | Sicista subtilis             | Зникаючий               | Хордові           |
| 126   | Мідянка звичайна                                    | Coronella austriaca          | Вразливий               | Хордові           |
| 127   | Мізида аномальна                                    | Hemimysis anomala            | Зникаючий               | Членистоногі      |
| 128   | Мізида Варпаховського                               | Katamysis warpachowskyi      | Зникаючий               | Членистоногі      |
| 129   | Мінога українська                                   | Eudontomyzon mariae          | Зникаючий               | Хордові           |
| 130   | Мнемозина                                           | Parnassius mnemosyne         | Вразливий               | Членистоногі      |
| 131   | Морська голка товсторила                            | Syngnathus variegatus        | Вразливий               | Хордові           |
| 132   | Морська голка тонкорила                             | Syngnathus tenuirostris      | Вразливий               | Хордові           |
| 133   | Морська свиня (азовка)                              | Phocoena phocoena            | Вразливий               | Хордові           |
| 134   | Морський коник довгорилий                           | Hippocampus guttulatus       | Вразливий               | Хордові           |
| 135   | Морський кріт                                       | Upogebia pusilla             | Рідкісний               | Членистоногі      |
| 136   | Мухоловка звичайна                                  | Scutigera coleoptrata        | Рідкісний               | Членистоногі      |
| 137   | Нерозень                                            | Anas strepera                | Рідкісний               | Хордові           |
| 138   | Нетопир звичайний                                   | Pipistrellus pipistrellus    | Вразливий               | Хордові           |
| 139   | Нетопир Натузіуса                                   | Pipistrellus nathusii        | Неоцінений              | Хордові           |
| 140   | Нетопир середземноморський                          | Pipistrellus kuhlii          | Вразливий               | Хордові           |
| 141   | Ніфарг середній                                     | Niphargoides intermedius     | Вразливий               | Членистоногі      |
| 142   | Нічниця водяна                                      | Myotis daubentonii           | Вразливий               | Хордові           |
| 143   | Нічниця вусата                                      | Myotis mystacinus            | Вразливий               | Хордові           |
| 144   | Нічниця ставкова                                    | Myotis dasycneme             | Зникаючий               | Хордові           |
| 145   | Норка європейська                                   | Mustela lutreola             | Зникаючий               | Хордові           |
| 146   | Огар                                                | Tadorna ferruginea           | Вразливий               | Хордові           |
| 147   | Орлан-білохвіст                                     | Haliaeetus albicilla         | Рідкісний               | Хордові           |
| 148   | Осетер атлантичний                                  | Acipenser sturio             | Зниклий                 | Хордові           |
| 149   | Осетер російський                                   | Acipenser gueldenstaedtii    | Вразливий               | Хордові           |
| 150   | Осетер шип                                          | Acipenser nudiventris        | Зниклий                 | Хордові           |
| 151   | Пелікан рожевий                                     | Pelecanus onocrotalus        | Зникаючий               | Хордові           |
| 152   | Перкарина чорноморська                              | Percarina demidoffii         | Рідкісний               | Хордові           |
| 153   | Піскара сіра                                        | Callionymus risso            | Рідкісний               | Хордові           |
| 154   | Пісочник морський (зуйок морський)                  | Charadrius alexandrinus      | Вразливий               | Хордові           |
| 155   | Подалірій                                           | Iphiclides podalirius        | Вразливий               | Членистоногі      |
| 156   | Поліксена                                           | Zerynthia polyxena           | Вразливий               | Членистоногі      |
| 157   | Полоз жовточеревий, полоз каспійський               | Hierophis caspius            | Вразливий               | Хордові           |
| 158   | Полоз сарматський, полоз Палласів                   | Elaphe sauromates            | Вразливий               | Хордові           |
| 159   | Пухівка (гага звичайна)                             | Somateria mollissima         | Вразливий               | Хордові           |
| 160   | П'явка аптечна                                      | Hirudo verbana               | Вразливий               | Кільчасті черви   |
| 161   | П'явка медична                                      | Hirudo medicinalis           | Вразливий               | Кільчасті черви   |
| 162   | Райдужниця велика                                   | Apatura iris                 | Вразливий               | Членистоногі      |
| 163   | Сапсан                                              | Falco peregrinus             | Рідкісний               | Хордові           |
| 164   | Сатир залізний                                      | Hipparchia statilinus        | Рідкісний               | Членистоногі      |
| 165   | Сатурнія велика                                     | Saturnia pyri                | Вразливий               | Членистоногі      |
| 166   | Сатурнія мала                                       | Eudia pavonia                | Рідкісний               | Членистоногі      |
| 167   | Сатурнія руда                                       | Aglia tau                    | Вразливий               | Членистоногі      |
| 168   | Сатурнія середня                                    | Eudia spini                  | Зникаючий               | Членистоногі      |
| 169   | Севрюга звичайна                                    | Acipenser stellatus          | Вразливий               | Хордові           |
| 170   | Сиворакша                                           | Coracias garrulus            | Зникаючий               | Хордові           |
| 171   | Синявець Бавій                                      | Pseudophilotes bavius        | Вразливий               | Членистоногі      |
| 172   | Скарабей священний                                  | Scarabaeus sacer             | Зникаючий               | Членистоногі      |
| 173   | Сколія-гігант                                       | Megascolia maculata          | Неоцінений              | Членистоногі      |
| 174   | Скопа                                               | Pandion haliaetus            | Зникаючий               | Хордові           |
| 175   | Сліпак піщаний                                      | Spalax arenarius             | Неоцінений              | Хордові           |
| 176   | Сліпак подільський                                  | Spalax zemni                 | Недостатньо відомий     | Хордові           |
| 177   | Сліпачок звичайний                                  | Ellobius talpinus            | Зникаючий               | Хордові           |
| 178   | Совка                                               | Otus scops                   | Рідкісний               | Хордові           |
| 179   | Совка сокиркова                                     | Periphanes delphinii         | Вразливий               | Членистоногі      |
| 180   | Сорокопуд червоноголовий                            | Lanius senator               | Рідкісний               | Хордові           |
| 181   | Стафілін волохатий                                  | Emus hirtus                  | Рідкісний               | Членистоногі      |
| 182   | Стафілін Плігінського                               | Tasgius pliginskii           | Вразливий               | Членистоногі      |
| 183   | Стерлядь прісноводна                                | Acipenser ruthenus           | Зникаючий               | Хордові           |
| 184   | Стиз двокрапковий                                   | Stizus bipunctatus           | Рідкісний               | Членистоногі      |
| 185   | Стиз смугастий                                      | Stizus fasciatus             | Рідкісний               | Членистоногі      |
| 186   | Стрибун Бессера                                     | Cephalota besseri            | Рідкісний               | Членистоногі      |
| 187   | Стрілка Ліндена                                     | Erythromma lindenii          | Рідкісний               | Членистоногі      |
| 188   | Стрічкарка блакитна                                 | Catocala fraxini             | Вразливий               | Членистоногі      |
| 189   | Стрічкарка орденська малинова                       | Catocala sponsa              | Рідкісний               | Членистоногі      |
| 190   | Стрічкарка тополева                                 | Limenitis populi             | Вразливий               | Членистоногі      |
| 191   | Строкатка степова                                   | Lagurus lagurus              | Зникаючий               | Хордові           |
| 192   | Судак волзький, Берш                                | Sander volgensis             | Зникаючий               | Хордові           |
| 193   | Судак морський, судак буговець                      | Sander marinus               | Зникаючий               | Хордові           |
| 194   | Сфекс рудуватий                                     | Sphex funerarius             | Неоцінений              | Членистоногі      |
| 195   | Танімастикс ставковий                               | Tanymastix stagnalis         | Вразливий               | Членистоногі      |
| 196   | Тапінома кінбурнська                                | Tapinoma kinburni            | Рідкісний               | Членистоногі      |
| 197   | Томарес Ногеля                                      | Tomares nogelii              | Вразливий               | Членистоногі      |
| 198   | Трав'яний краб                                      | Carcinus aestuarii           | Рідкісний               | Членистоногі      |
| 199   | Тригла жовта, морський півень жовтий                | Chelidonichthys lucerna      | Рідкісний               | Хордові           |
| 200   | Тритон дунайський                                   | Triturus dobrogicus          | Вразливий               | Хордові           |
| 201   | Трифіза Фрина                                       | Triphysa phryne              | Вразливий               | Членистоногі      |
| 202   | Турикаспія лінкта                                   | Turricaspia lincta           | Рідкісний               | Молюски           |
| 203   | Турун бесарабський                                  | Carabus bessarabicus         | Вразливий               | Членистоногі      |
| 204   | Турун угорський                                     | Carabus hungaricus           | Вразливий               | Членистоногі      |
| 205   | Тушканчик великий                                   | Allactaga jaculus            | Рідкісний               | Хордові           |
| 206   | Тхір лісовий                                        | Mustela putorius             | Неоцінений              | Хордові           |
| 207   | Тхір степовий                                       | Mustela eversmanni           | Зникаючий               | Хордові           |
| 208   | Умбріна світла, горбань світлий                     | Umbrina cirrosa              | Рідкісний               | Хордові           |
| 209   | Устриця їстівна                                     | Ostrea edulis                | Вразливий               | Молюски           |
| 210   | Харакопіг скіфський                                 | Characopygus scythicus       | Зникаючий               | Членистоногі      |
| 211   | Ховрах одеський                                     | Spermophilus odessanus       | Неоцінений              | Хордові           |
| 212   | Хромадоріна двоока                                  | Chromadorina bioculata       | Зникаючий               | Круглі черви      |
| 213   | Цератофій багаторогий                               | Ceratophyus polyceros        | Вразливий               | Членистоногі      |
| 214   | Чапля жовта                                         | Ardeola ralloides            | Рідкісний               | Хордові           |
| 215   | Чернь червонодзьоба                                 | Netta rufina                 | Рідкісний               | Хордові           |
| 216   | Чоботар (шилодзьобка)                               | Recurvirostra avosetta       | Рідкісний               | Хордові           |
| 217   | Чорнушка Фегея                                      | Proterebia afra              | Вразливий               | Членистоногі      |
| 218   | Шемая чорноморська                                  | Alburnus sarmaticus          | Вразливий               | Хордові           |
| 219   | Шуліка чорний                                       | Milvus migrans               | Вразливий               | Хордові           |
| 220   | Ялець звичайний                                     | Leuciscus leuciscus          | Вразливий               | Хордові           |
| 221   | Ящірка зелена                                       | Lacerta viridis              | Вразливий               | Хордові           |